# Santa Maria della Visitazione (Venedig-Dorsoduro)

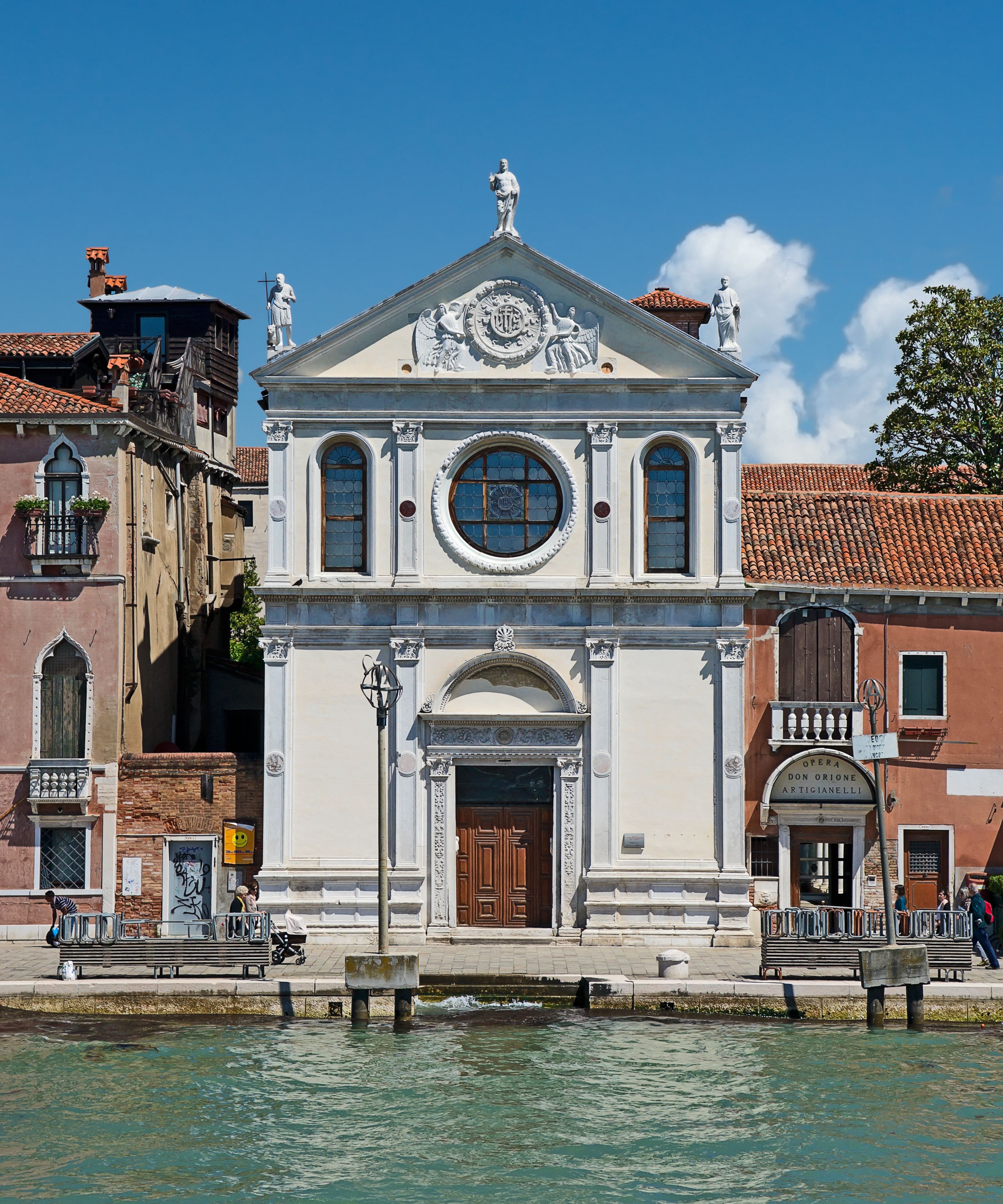
Fassade der Kirche Santa Maria della Visitazione

Santa Maria della Visitazione (auch Artigianelli oder San Gerolamo dei Gesuati genannt) ist die Vorläuferkirche von Santa Maria del Rosario (I Gesuati) in Venedig. Sie liegt an den Zattere im Sestiere Dorsoduro nur wenige Schritte von I Gesuati entfernt.

## Geschichte
1392 ließen sich einige Geistliche  aus Siena aus dem Orden des seligen Giovanni Colombini an den Zattere im Haus der Bruderschaft der „armen Gesuati“ nieder. 1423 wurden mit Spenden der Gläubigen und den Schenkungen von Francesco I. Gonzaga, Herzog von Mantua, ein Kreuzgang und ein dem Heiligen Hieronymus geweihtes Oratorium errichtet. Dank der Stiftungen des Dogen Nicolò Marcello konnte der Patriarch Tommaso Donato 1493 den Grundstein für eine würdigere Kirche legen, die 1524 unter dem Titel Santa Maria della Visitazione geweiht wurde.
1668 wurde der Orden der Jesuaten von Papst Clemens IX. aufgelöst, dessen Besitz von der Republik Venedig konfisziert und der Komplex an die Dominikaner verkauft. Die einfache Kirche genügte bald nicht mehr den Ansprüchen und es wurde 1726–1743 knapp daneben die wesentlich größere Kirche Santa Maria del Rosario erbaut, die heute noch „I Gesuati“ genannt wird. Die kleine Kirche wurde nun als Bibliothek verwendet.
1810 fiel das Kloster der Säkularisation durch die Franzosen zum Opfer. Unter dem österreichischen Regiment war hier von 1815 bis 1859 ein Waisenhaus.
Seit 1923 gehört der Komplex der Stiftung Don Orione, die zuerst ein  Waisenhaus mit Berufsschule für Handwerker (Artigiani), dann ein Wohnheim für Studenten einrichtete und dort heute ein Konferenzzentrum unterhält.

## Das Bauwerk
Die Autorenschaft für diese Kirche mit ihrer schönen Renaissancefassade  ist bislang ungeklärt. Der eleganten Architektur der Fassade entspricht das schlichte Innere mit einer bemerkenswerten Holzflachdecke. Auf  58 Tafeln sind Heilige und Propheten des Alten und Neuen Testaments dargestellt. Im Zentrum  ein Tondo mit dem Besuch Mariens bei Elisabeth. Die Tafeln stammen aus dem Beginn des 16. Jahrhunderts und werden Pietro Paolo Agabiti und seiner Schule (ca. 1470–1539) zugeschrieben.
Viele Kunstwerke wurden nach 1750 entweder in die Accademia oder in andere Kirchen gebracht. So finden wir die Kreuzigung von Tintoretto heute in der nahe gelegenen Kirche Santa Maria del Rosario. Orgeltüren, von Tizian bemalt, landeten in einer Privatsammlung in New York. Die Kirche beherbergt immer noch bemerkenswerte Kunstwerke wie das „Pfingstwunder“ von Alessandro Varotari und eine Kreuzigung, die Nicolò Renieri zugeschrieben wird.
An der rechten Außenfassade ist eine „Bocca di Leone“ erhalten geblieben.  Hier konnten Beschwerden und Denunziationen von den Bürgern eingeworfen werden.

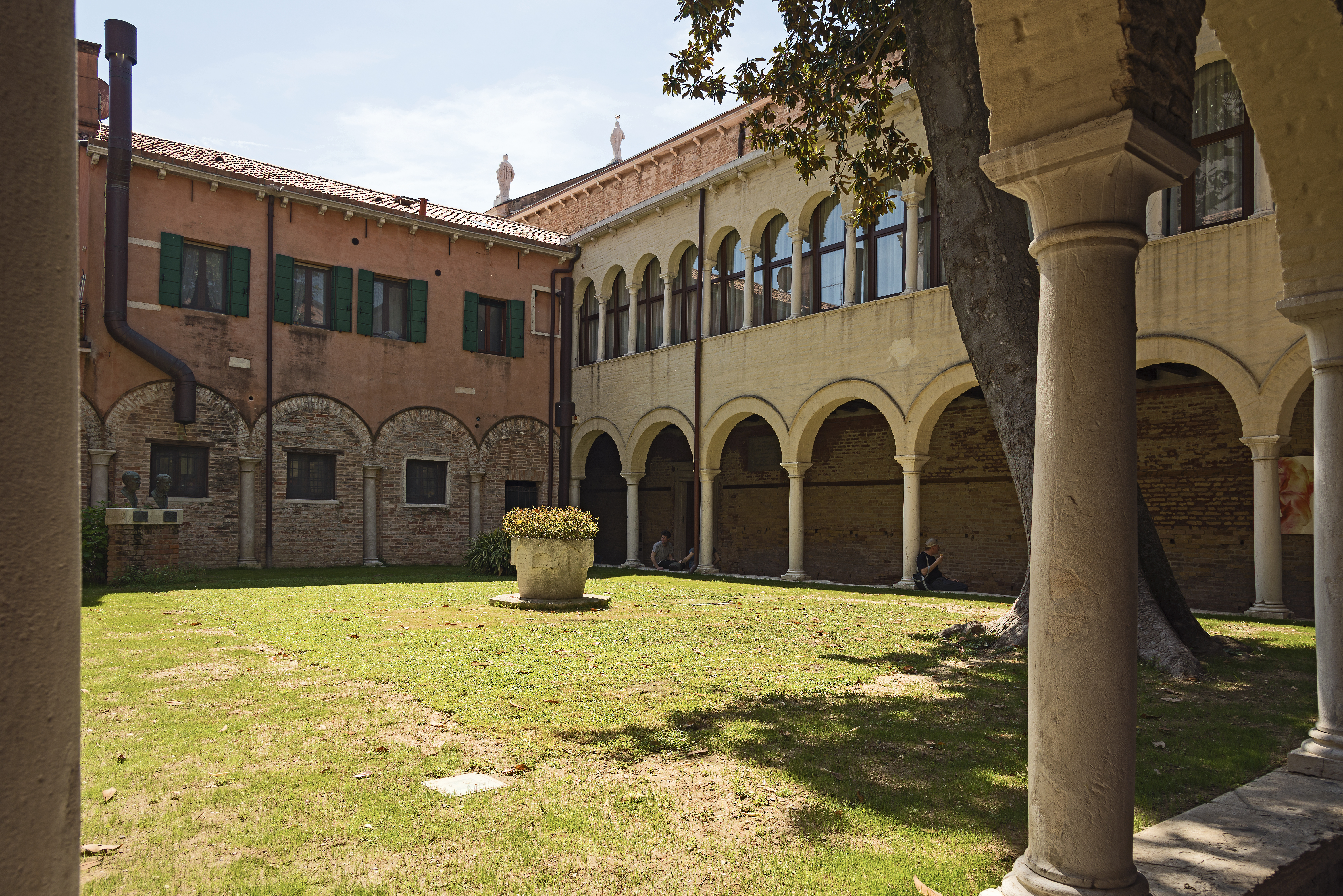
Das Kloster der Kirche
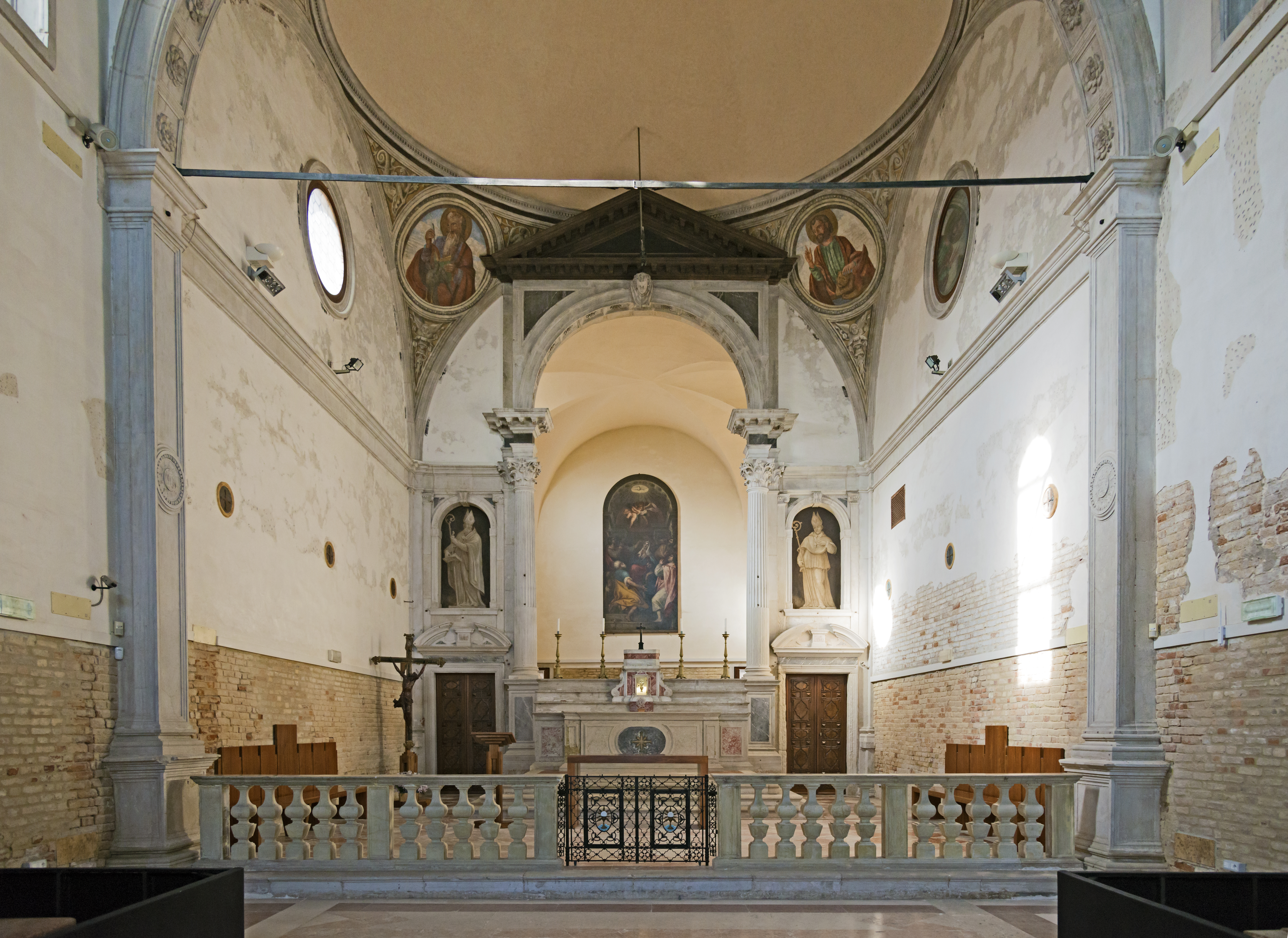
Das Pfingstwunder von Alessandro Varotari
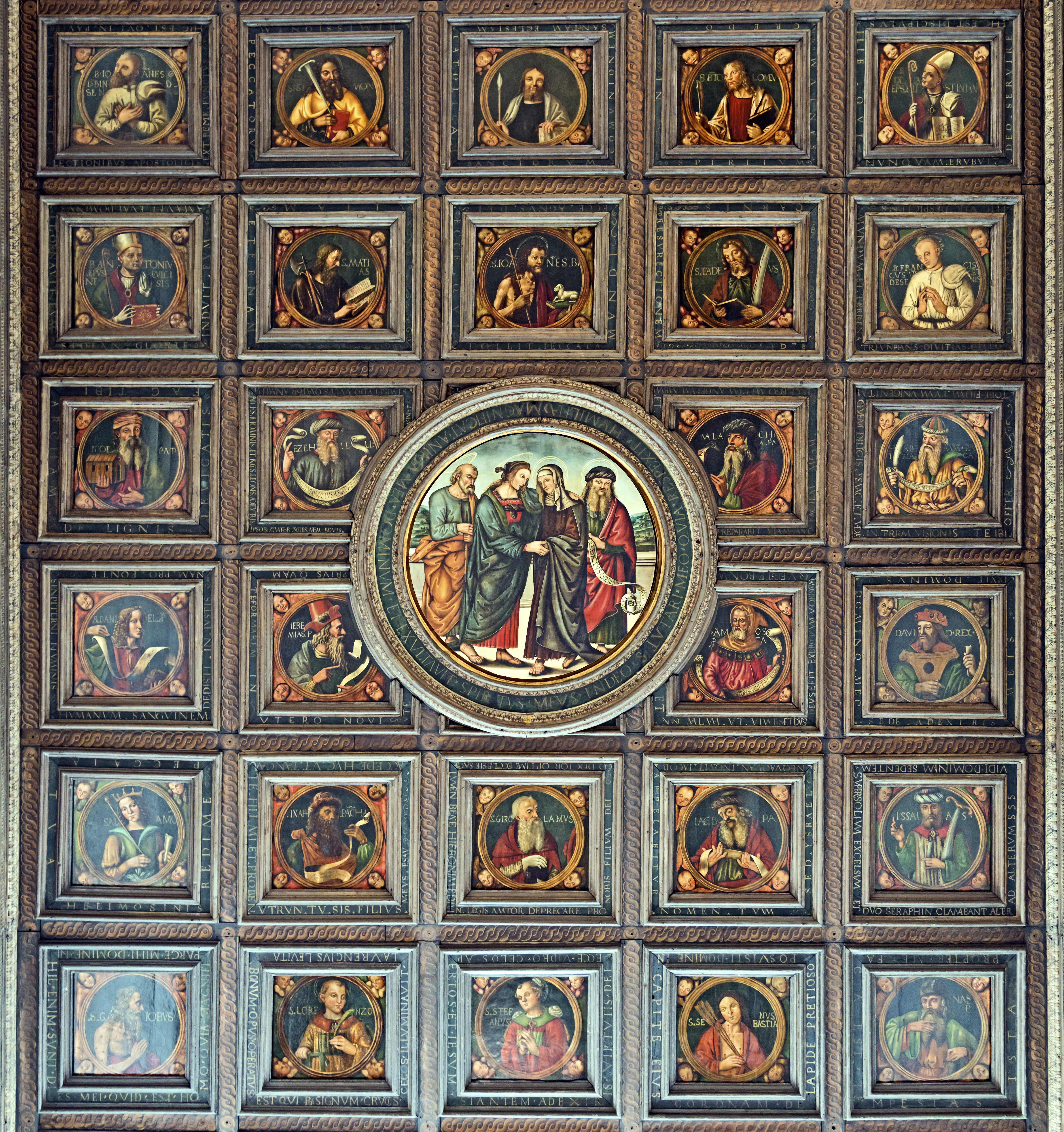
Die Decke des Kirchenschiffs, geschaffen durch Pietro Paolo Agabito (um 1470–1540)
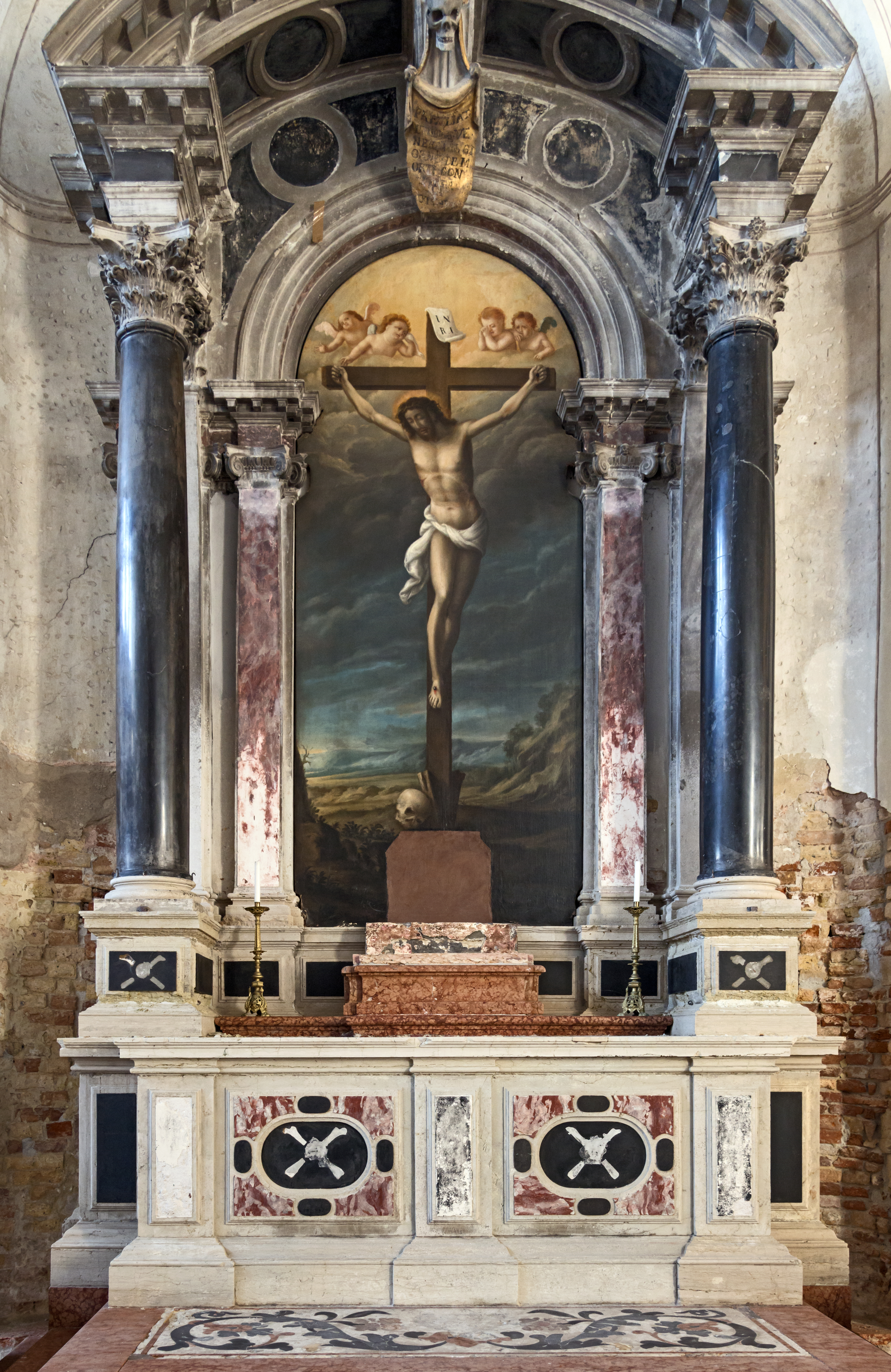
Kreuzigung, geschaffen von Nicolò Renieri
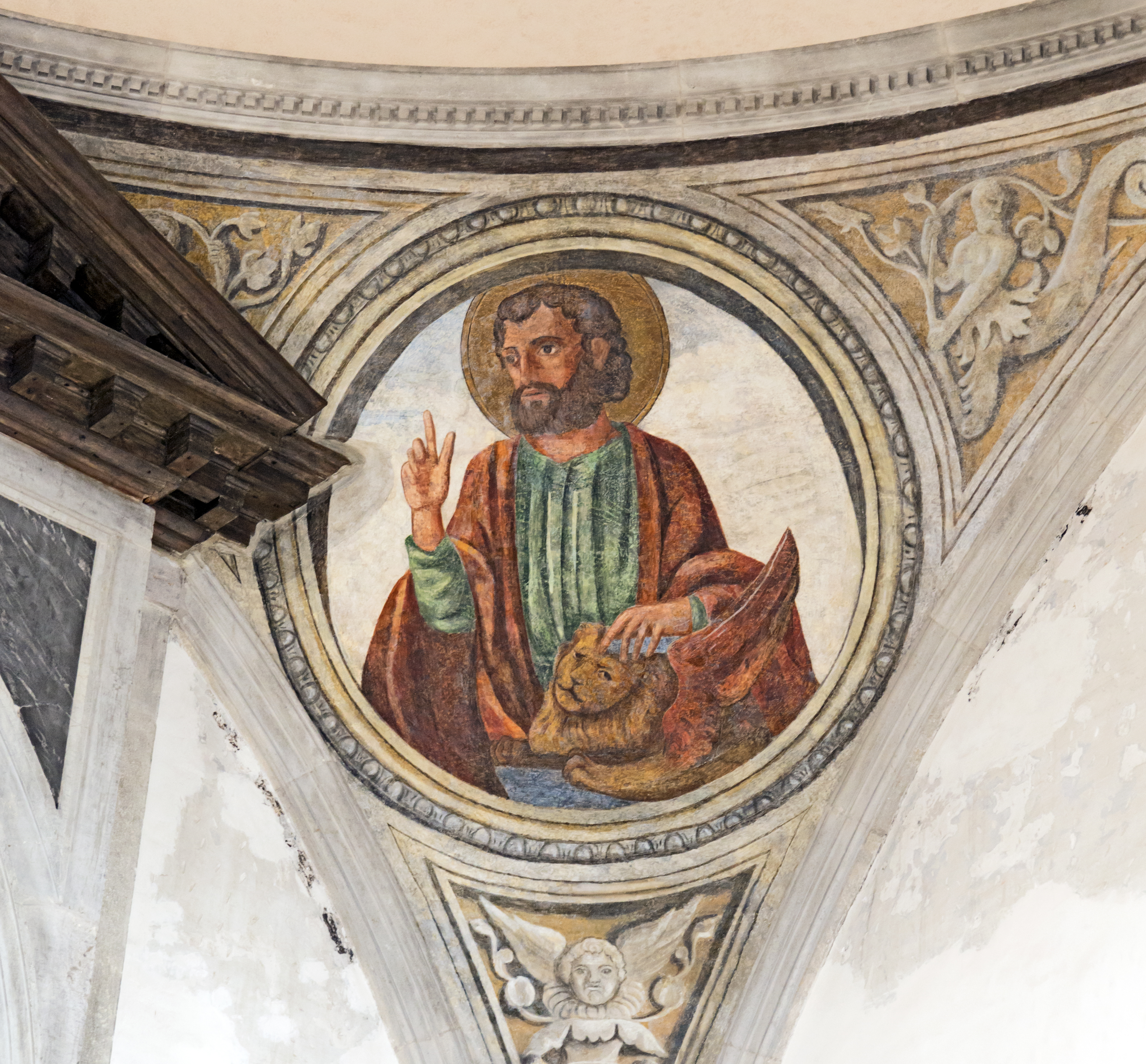
Fresko des heiligen Markus
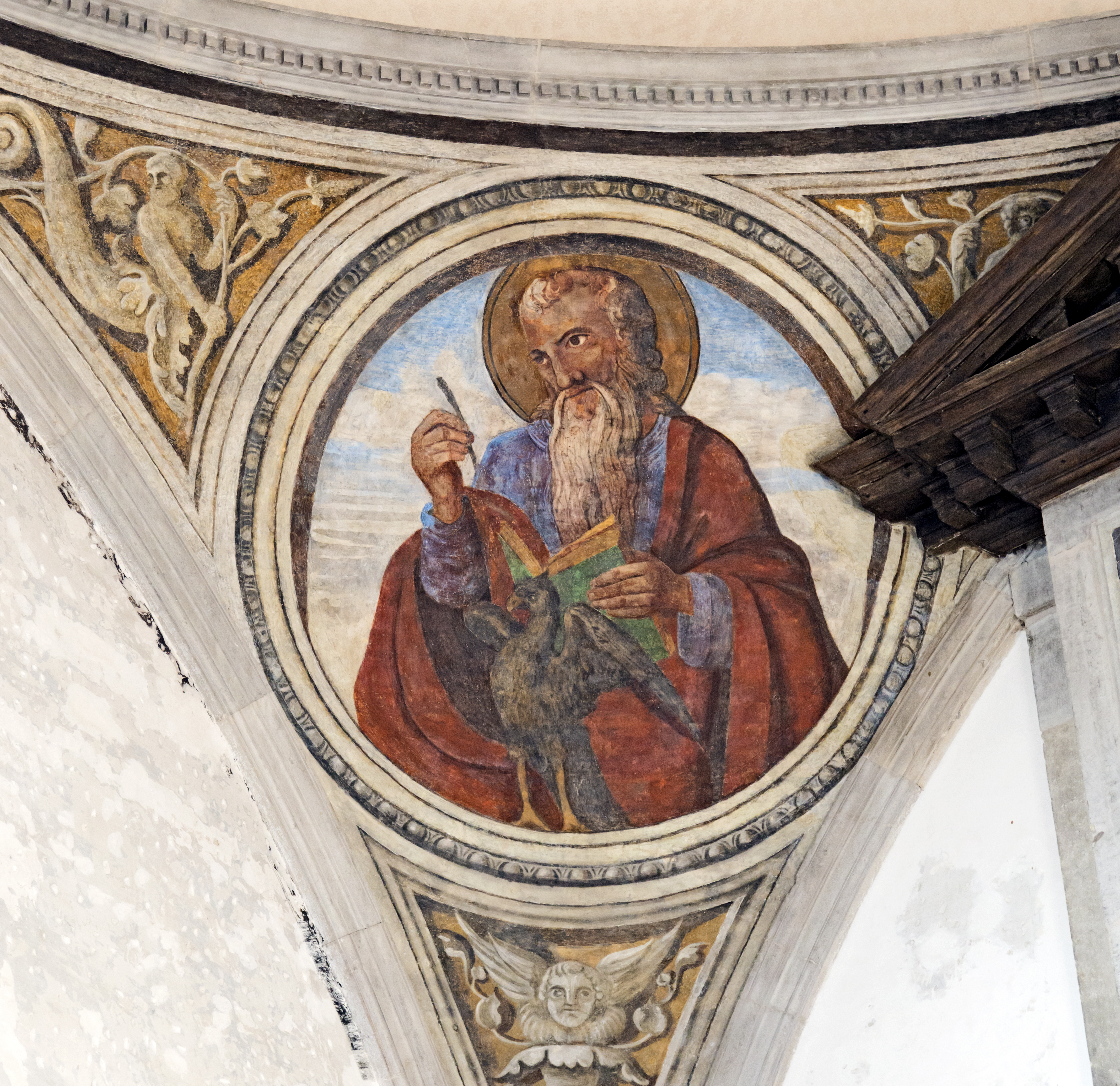
Fresko des Evangelisten Johannes
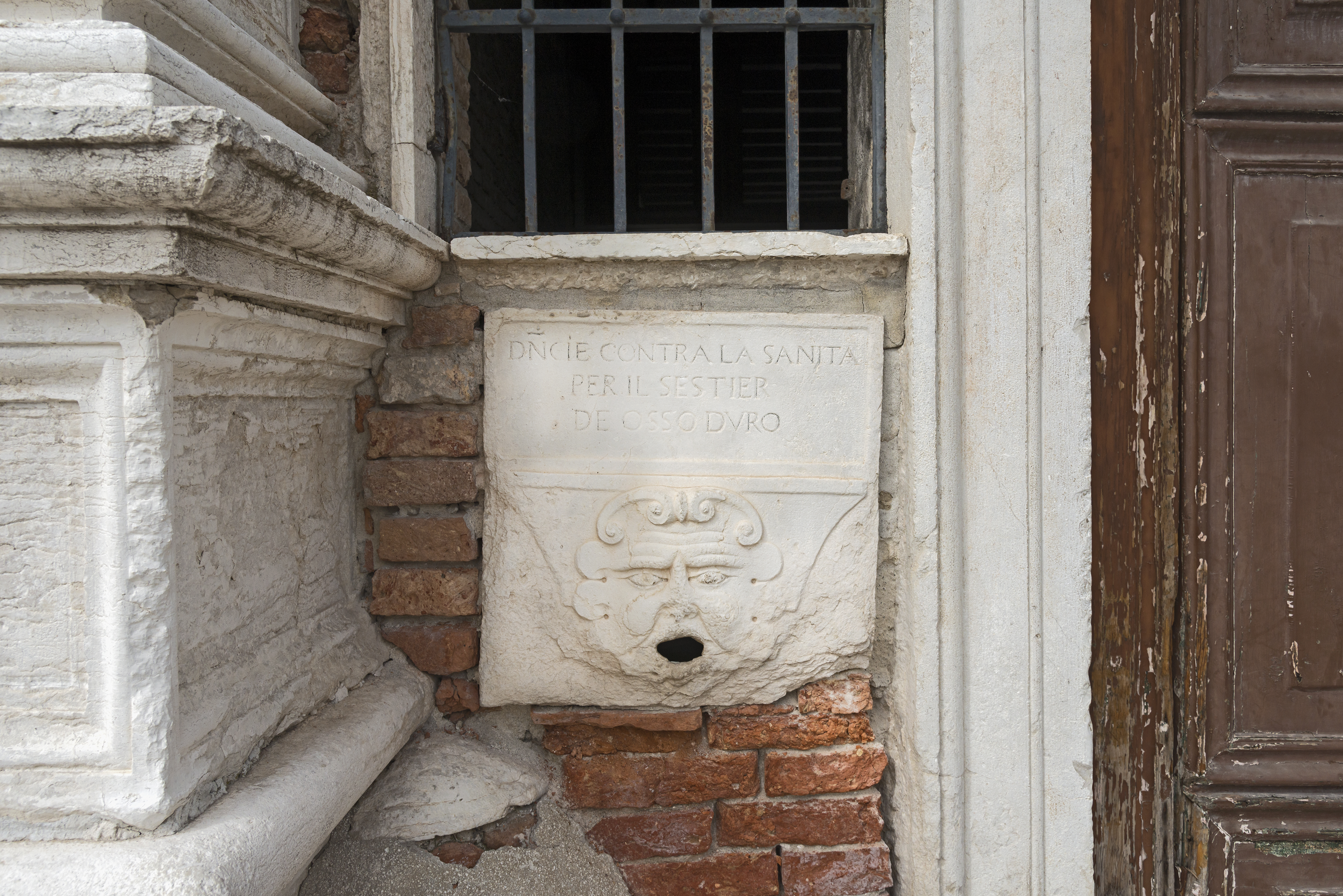
Bocca di Leone